# Фредерік Наймаєр
Фредерік Наймейєр (нім. Frederick Nymeyer 12 листопада 1897 — 18 лютого 1981) був промисловцем з Південної Голландії і активним прихильником раннього лібертаріанства та австрійської школи економіки.
Наймейєр заснував Лібертаріанську пресу і в значній мірі відповідав за доставку економічних праць Ойгена фон Бем-Баверка до Сполучених Штатів. Особистий друг Людвіга фон Мізеса, Наймейєр також був активним прихильником австрійської школи економіки.
Його твори свідчать як про прихильність принципам вільного ринку, так і про відданість своїй голландській кальвіністській вірі. Його найґрунтовніша робота «Мінімальна релігія» стверджує несумісність соціалістичної етики з християнською вірою. У «Соціальній дії, сто дев'ятнадцять» він рішуче виступав проти соціальної євангелії. Прогресивний кальвінізм, пізніше перейменований на Перші принципи моралі та економіки, був періодичним виданням, автором якого був Наймейєр. Видання, спрямоване головним чином на голландську реформатську молодь, пов'язувало християнські принципи з лібертаріанською політичною теорією.